# Варагаш, Ирина Юрьевна
Ирина Юрьевна Варагаш (укр. Ірина Юр'ївна Варагаш, родилась 3 апреля 1970 года, г. Трускавец (УССР)) — украинская предпринимательница, основательница и руководительница ряда компаний по производству детских товаров и детского питания.

## Биография
Ирина Юрьевна Варагаш родилась 3 апреля 1970 года в городе Трускавец, Львовской области.
В конце 1980-х годов Ирина Варагаш поступила в Сельскохозяйственный институт.
В 1990 году поступила в Киевский национальный университет торговли, где получила финансовое образование.
Когда ей было 23 года, познакомилась с будущим супругом, который по её собственным словам финансово помог ей начать собственное дело.
В 2001 году компания Варагаш первой в Украине начала производить низкоминирализованную питьевую воду, которая является частью рациона детского питания.
В 2007 году семейная компания «Аква-Эко» была переобразована в «Эконию», руководителем которой и стала Ирина Варагаш.
С 2008 года Ирина Варагаш руководит компание ООО ПИИ «Экония».

## Обвинение в рейдерстве
В июле 2020 года в помещениях принадлежащих Ирине Варагаш и её супругу, начались обыски, в связи с уголовным делом по похищению и незаконном удержании главы правления совета директоров «Золотоношской мебельной фабрики» Курилова. Ирина Варагаш организовала пресс-конференцию, на котором сообщила, что уголовное дело против компании сфабриковано.

### Уголовное дело
В июле 2020 года в помещениях принадлежащих Ирине Варагаш и её супругу, начались обыски, в связи с уголовным делом по похищению и якобы незаконном удержании главы правления совета директоров «Золотоношской мебельной фабрики» Курилова. Ирина Варагаш официально заявила, что уголовное дело против компании сфабриковано.
Расследование прокураторы следственных действий на самом деле подтвердило, что эти действия были сомнительными. Дело передано в Государственное бюро расследований.

## Семья
Муж Ирины Варагаш — Алексей Денисенко, является её партнером по бизнесу и совладельцем компаний. Супруги имеют двух сыновей — Алексея и Павла, которые учатся и проживают в Англии.

## Достижения
- Ирина Варагаш и её супруг создали первую в Украине детскую воду «Малятко»[6]
- Бренд «Малятко», появившись в 2001-м, за два года занял 35 % украинского рынка[2]
- Компания ЭКОНИЯ, по данным Nielsen на апрель 2018 года, занимает на украинском рынке детской воды долю более, чем 57 % (в денежном эквиваленте).[2]
- Входит в ТОП-15 женщин-руководителей по версии журнала «Топ-100. Рейтинг крупнейших» (занимает 7 позицию в рейтинге)[9]
- Победила в номинации «Женщины Украины — 2019», в категории «Предпринимательство»[10]